# Draculina
La draculina è una glicoproteina anticoagulante presente soprattutto nella saliva dei chirotteri.
Viene secreta dalla lingua dei pipistrelli vampiri e permette all'animale di leccare il sangue delle prede, che morde delicatamente con i denti affilati, e di fare sì che esso non si coaguli.
Il sangue succhiato da una qualsiasi preda non supera i 25-30 ml.